# Тлемсен (горы)
Тлемсен (араб. تلمسان‎) — горный хребет, расположенный на северо-западе Алжира, на территории одноимённого вилайета. Входит в массив Телль-Атлас. Количество осадков составляет 600 мм в год. Северная часть хребта находится на территории национального парка Тлемсен.